# Matejkowe (stacja kolejowa)
Matejkowe (ukr. Матейкове) – stacja kolejowa w miejscowości Matejkowe, w rejonie żmeryńskim, w obwodzie winnickim, na Ukrainie. Położona jest na linii Żmerynka – Mohylów Podolski – Ocnița.

## Historia
Stacja powstała w 1892 na linii ze Żmerynki do Oknicy i przejścia granicznego z Austro-Węgrami w Nowosielicy, pomiędzy stacjami Żmerynka i Bar.